# Mostyska
Mostyska (en ukrainien : Мостиська) ou Mostiska (en russe : Мостиска ; en polonais : Mościska) est une ville de l'oblast de Lviv, en Ukraine. Sa population s'élevait à 9 411 habitants en 2019.

## Géographie
Mostyska est située à 61 km à l'ouest de Lviv.

## Histoire
La localité est fondée en 1244 et reçoit le droit de Magdebourg. Aux XVe et XVIe siècles, Mościska est plusieurs fois détruite et la population appauvrie est exemptée d'impôts par le roi de Pologne. À la fin du XVIIIe siècle, elle compte 2 240 habitants, dont 58 % de catholiques, 31,2 % de juifs et 10,8 % de catholiques grecs.
Depuis le premier partage de la Pologne en 1772 jusqu'en 1918, la ville (nommée MOŚCISKA) fait partie de la monarchie autrichienne (empire d'Autriche), puis Autriche-Hongrie (Cisleithanie après le compromis de 1867), chef-lieu du district de même nom, l'un des 78 Bezirkshauptmannschaften (powiats) en province (Kronland) de Galicie en 1900.
Le sort de cette province fut dès lors disputé par la Pologne et la Russie soviétique, jusqu'à la Paix de Riga le 18 mars 1921, attribuant la Galicie orientale à la Pologne.
Au début du XXe siècle, la population atteint 4 590 habitants, répartis entre 45,7 % de juifs, 43,5 % de catholiques et 10,8 % de catholiques grecs. Entre 1919 et 1939, la ville appartient à la voïvodie de Lviv.
À la suite du pacte germano-soviétique, les troupes soviétiques pénètrent dans l'est de la Pologne le 17 septembre 1939 et Mostyska, qui compte alors 5 000 habitants subit d'abord l'occupation puis l'annexion soviétique. En juillet 1941, l'armée allemande occupe à son tour la ville. En octobre 1941, un ghetto est créé, où sont regroupés environ 3 500 Juifs. La quasi-totalité d'entre eux périssent dans le camp d'extermination de Bełżec et le camp de travail forcé de Janowska.
En 1944, la Galicie orientale est annexée par l'Union soviétique et rattachée à la république socialiste soviétique d'Ukraine, après l'occupation de la ville en août 1944 par l'Armée rouge. À l'automne 1945, la plupart des Polonais de la ville sont transférés en Pologne.

## Population
Recensements (*) ou estimations de la population :
| 1800  | 1900  | 1921  | 1939  | 1959* | 1970* |
| ----- | ----- | ----- | ----- | ----- | ----- |
| 2 240 | 4 600 | 4 750 | 5 000 | 4 295 | 5 506 |

| 1979* | 1989* | 2001* | 2011  | 2012  | 2013  |
| ----- | ----- | ----- | ----- | ----- | ----- |
| 6 496 | 7 840 | 8 911 | 9 095 | 9 162 | 9 193 |

| 2014  | 2015  | 2016  | 2017  | 2018  | 2019  |
| ----- | ----- | ----- | ----- | ----- | ----- |
| 9 258 | 9 316 | 9 300 | 9 331 | 9 378 | 9 411 |

## Transports
Mostyska se trouve sur la route européenne 40 (route ukrainienne M11).

## Culture

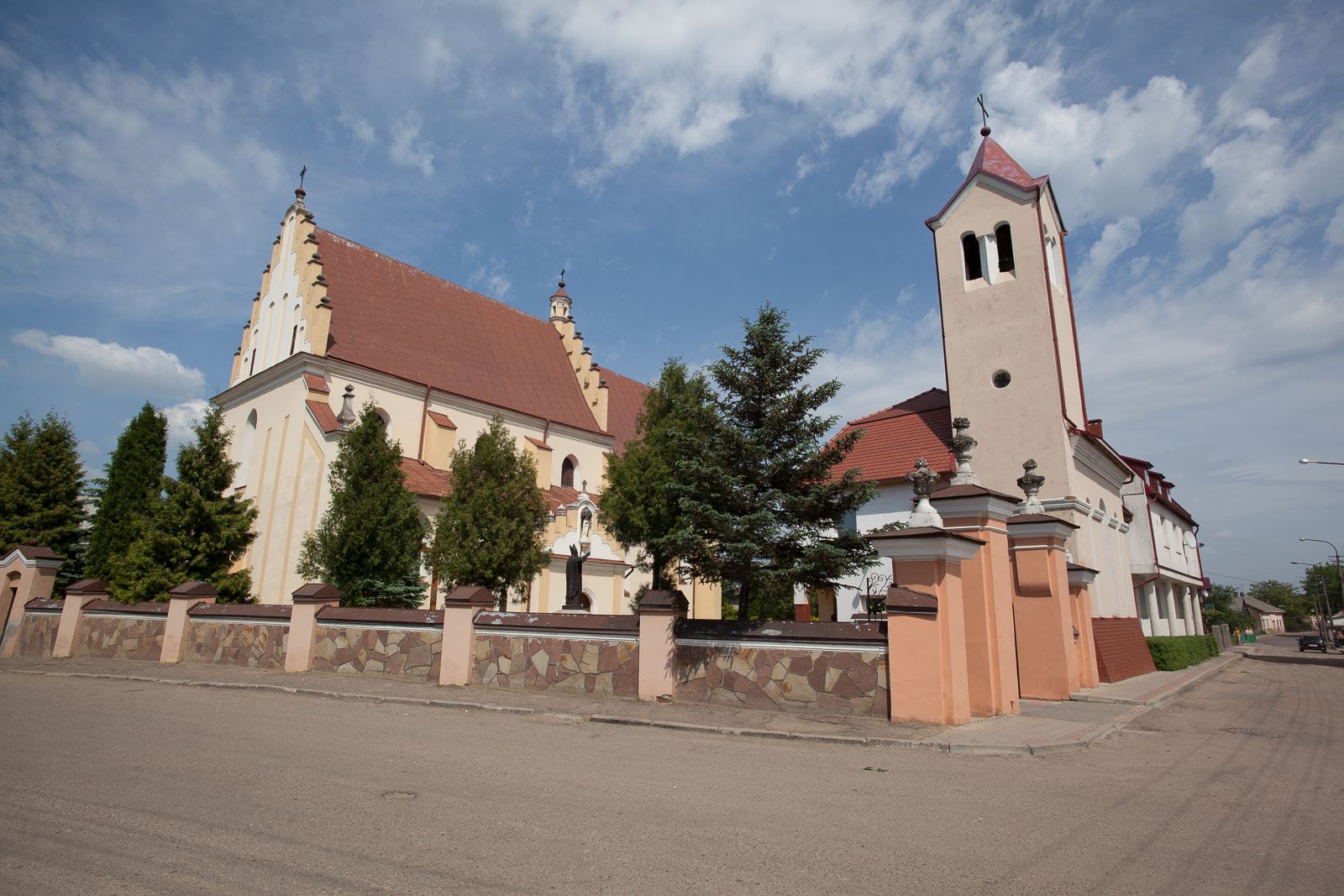
Eglise st-Jean-baptiste classée[4],
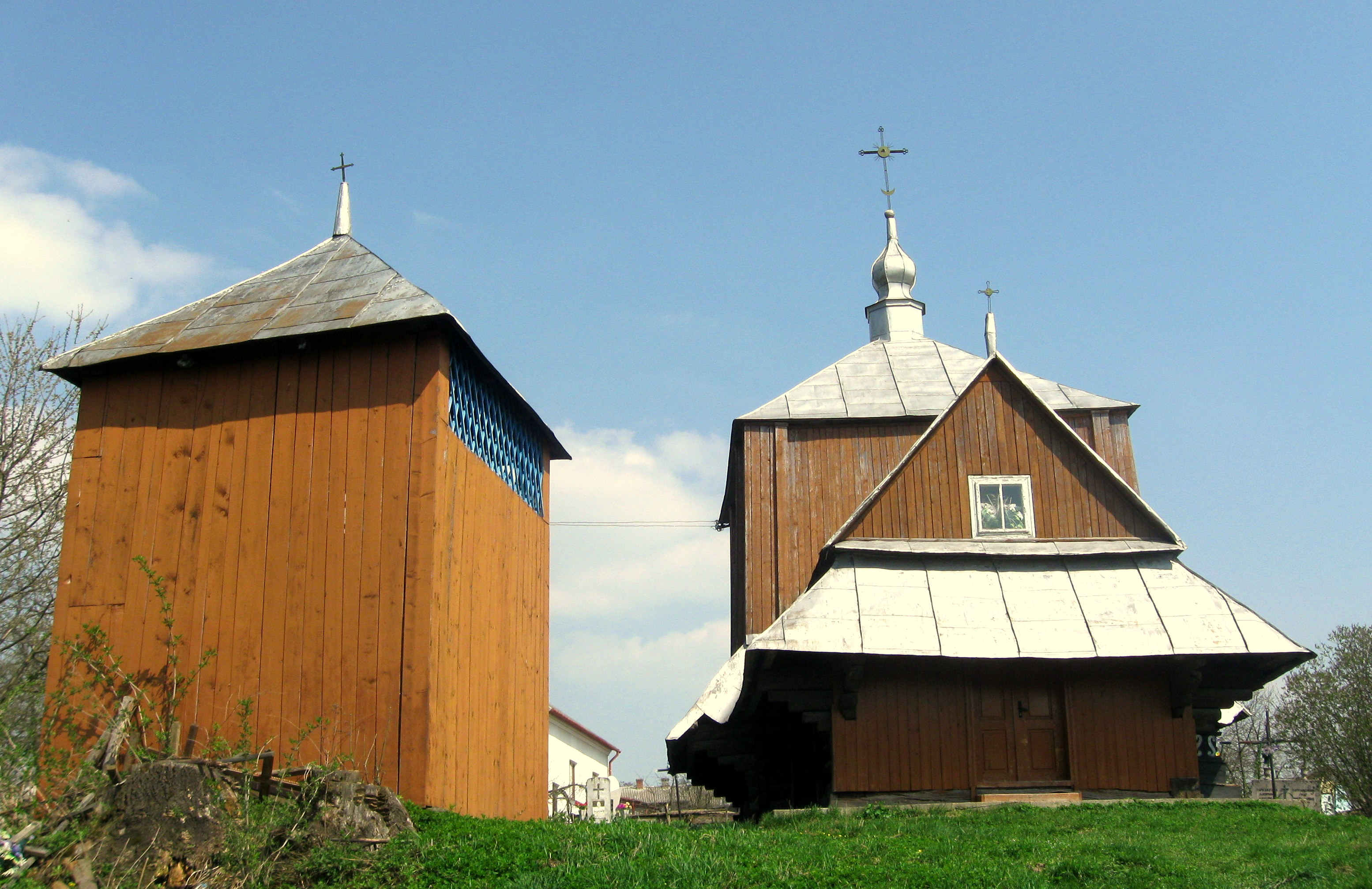
Eglise st-Jean-baptiste classée[5],
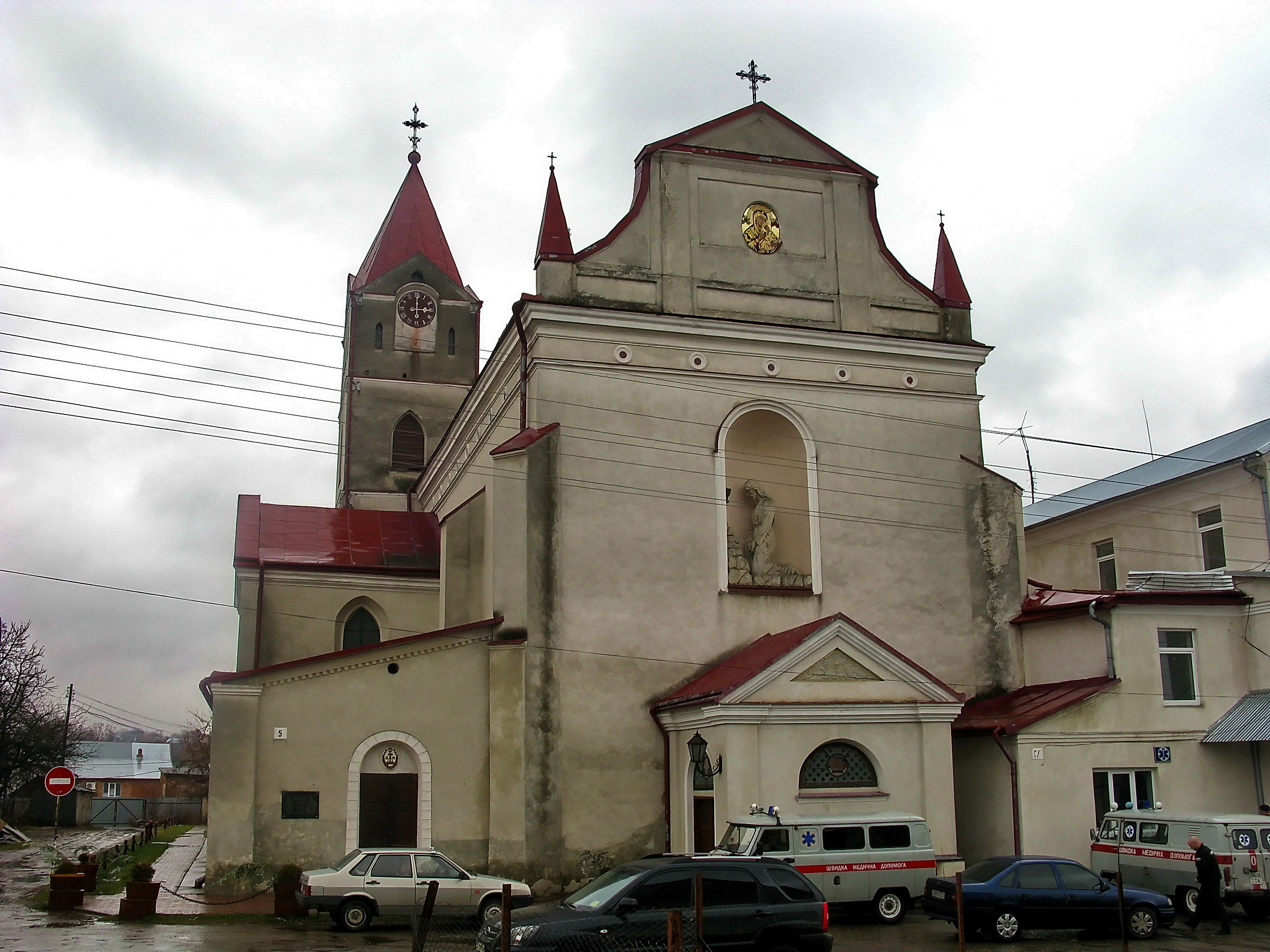
La cour classée[6],
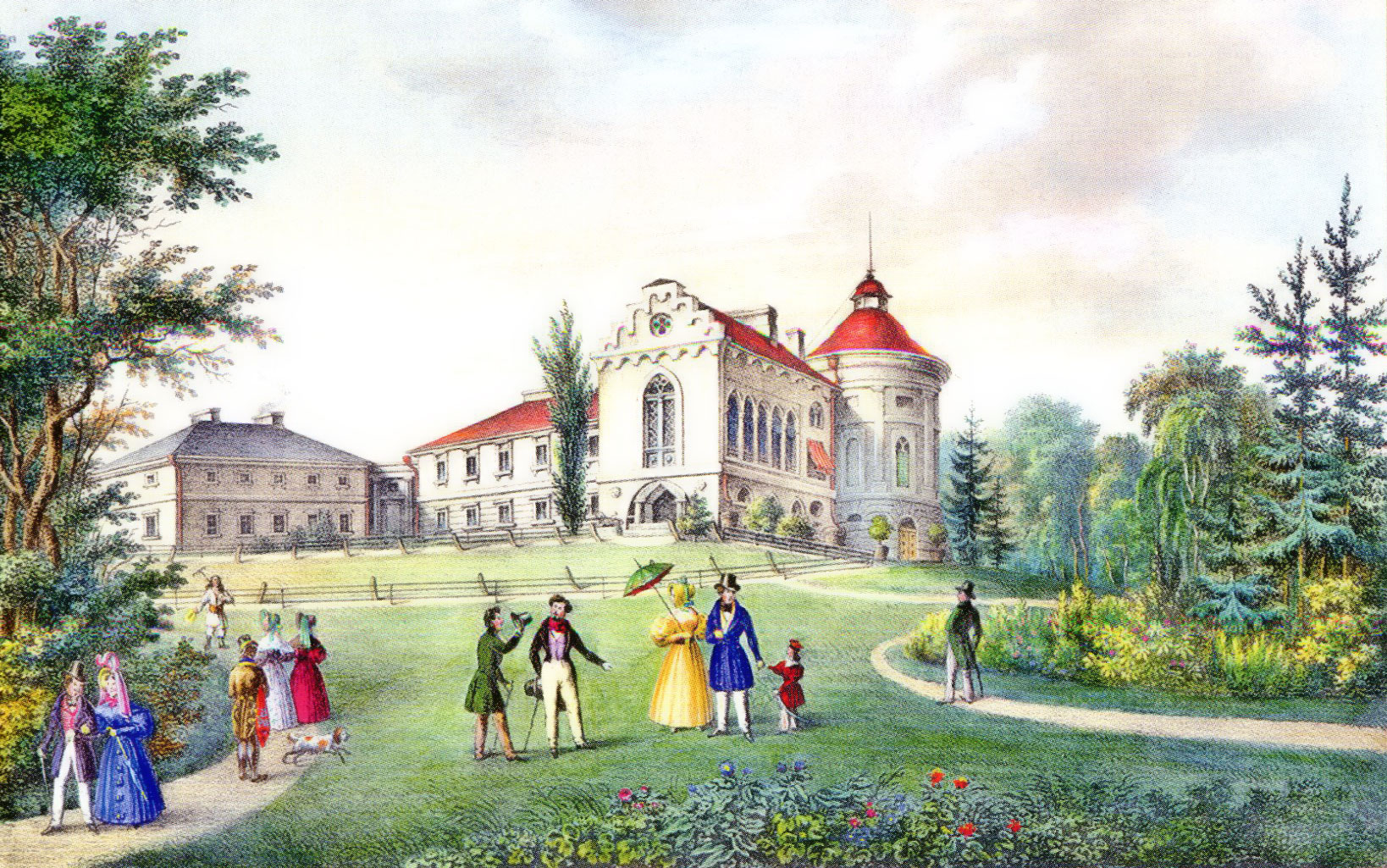
le palais classé[7] peint par Karol Auer,
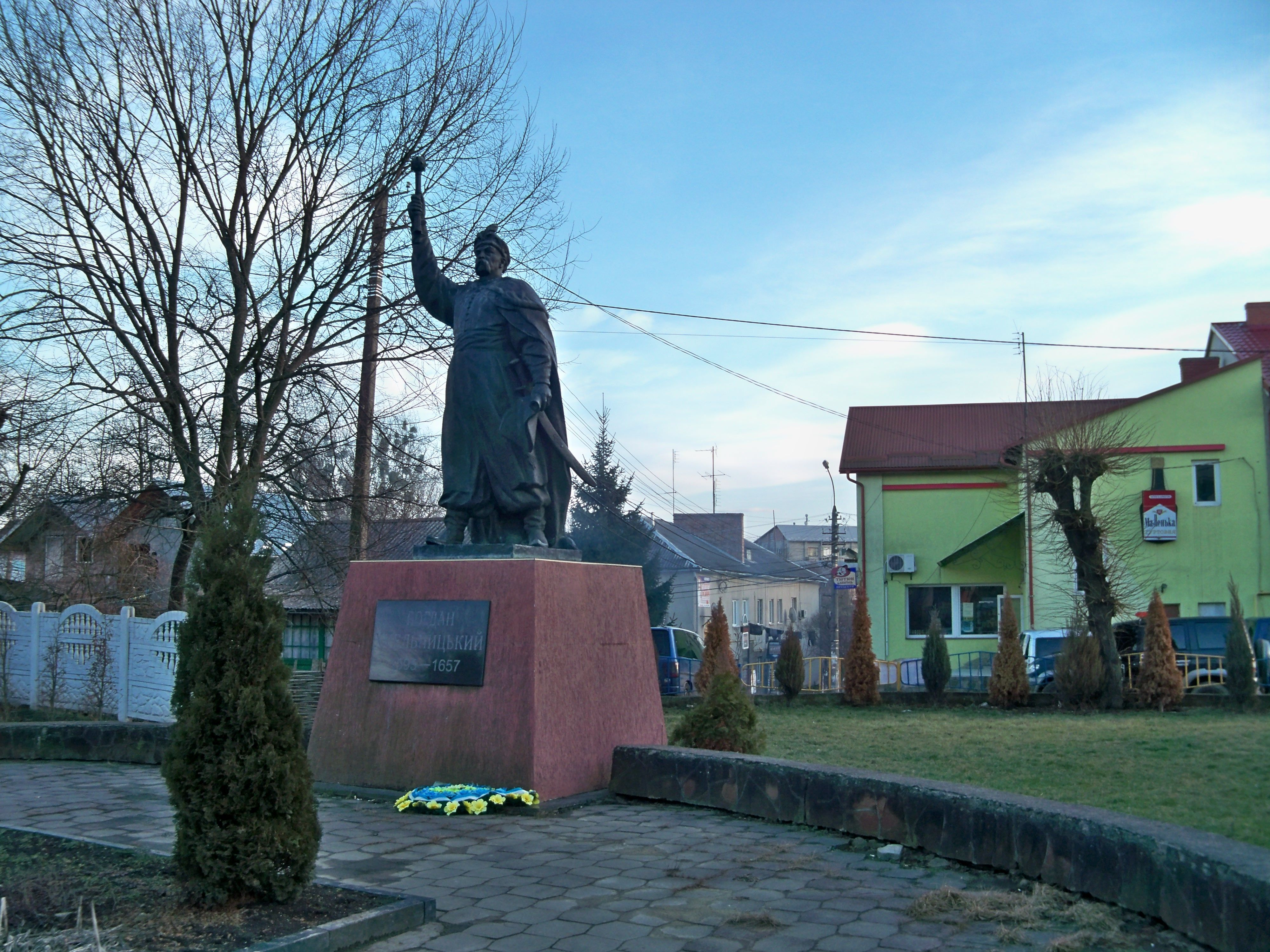
monument à Bogdan Khmelnitski classé